# Friederike von Hohenzollern-Sigmaringen

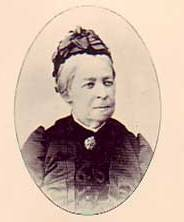
Friederike von Hohenzollern-Sigmaringen, Marchesa Pepoli

Friederike Wilhelmine von Hohenzollern-Sigmaringen (* 24. März 1820 in Sigmaringen; † 7. September 1906 in Forlì) war eine Prinzessin von Hohenzollern-Sigmaringen und durch Heirat Marchesa Pepoli.

## Leben
Friederike war das jüngste Kind des Fürsten Karl von Hohenzollern-Sigmaringen (1785–1853) aus dessen Ehe mit Prinzessin Antoinette Murat (1793–1847). Ihr Bruder war der spätere Fürst und preußische Ministerpräsident Karl Anton.
Sie heiratete am 5. Dezember 1844 in Sigmaringen Marchese Joachim Napoleon Pepoli (1825–1881). Der italienische Politiker war über seine Mutter Letizia ein Enkel des neapolitanischen Königs Joachim Murat und der Caroline Bonaparte, einer Schwester Kaiser Napoleons I. und Tante Kaiser Napoleons III. Friederikes und Gioachinos Mütter waren Cousinen. König Friedrich Wilhelm IV. von Preußen betrachtete die Ehe seiner „Cousine“ als Mesalliance und die Verbindung galt als eine der seltenen morganatischen Ehen unter den Hohenzollern des 19. Jahrhunderts.
Vier Jahre nach der Vermählung dankte Friederikes Vater als regierender Fürst ab, er starb 1853 im Haus seiner Tochter in Bologna. In den sechziger Jahren des 19. Jahrhunderts fungierte Marchese Pepoli als italienischer Botschafter in St. Petersburg. Das Paar galt als gesellschaftlicher Mittelpunkt der Hauptstadt, bei dem die gesellschaftliche Elite des Reiches verkehrte. Ihre Empfänge galten als Glanzpunkte.

## Nachkommen
Aus ihrer Ehe hatte Friederike drei Töchter:
- Letizia (1846–1902)

⚭ 1868 Graf Antonio Gaddi (1842–1914)
- Antoinetta (1849–1887)

⚭ 1872 Graf Carlo Taveggi (1836–1902)
- Luisa Napoleona (1853–1929)

⚭ 1872 Graf Dominico Guarini-Matteucci di Castelfalcino (1848–1905)